# Beacon Cemetery
Le Beacon Cemetery    est un cimetière militaire de la Première Guerre mondiale situé  sur le territoire de la commune de Sailly-Laurette, dans le département de la Somme, à l'est d'Amiens.

## Localisation
Ce cimetière est situé en pleine campagne, à 3 km au nord du village, en bordure de la D1.

## Histoire

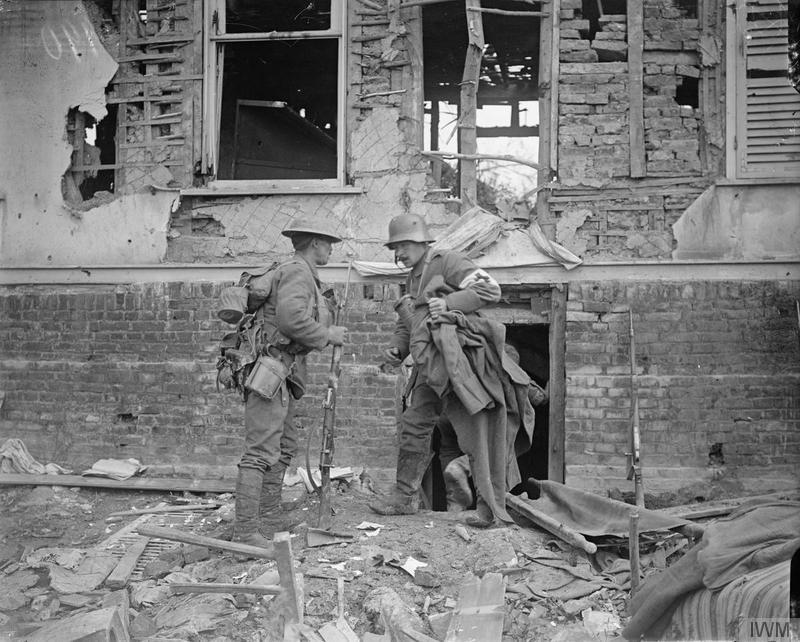
Soldat allemand se rendant à un soldat britannique à Sailly-Laurette en août 1918.

Le secteur est resté loin des combats jusqu'au début de l'offensive du Printemps de l'armée allemande du printemps 1918. Devant l'avancée allemande, la IIIè armée britannique recule sur une ligne entre Albert et Sailly-le-Sec. Sailly-Laurette restera aux mains des Allemands jusqu'au 8 août, premier jour de la bataille d'Amiens, qui permit aux troupes du Commonwealth de libérer le secteur.

Le cimetière (du nom d'une balise en brique au sommet de la crête  au sud-est du village) a été commencé  le 15 août lorsque les troupes britanniques ont attaqué depuis l'Ancre jusqu'à la Somme et le Corps australien au-delà de la Somme. À l'Armistice, les sépultures originales étaient au nombre de 109, mais elles ont ensuite été considérablement augmentées lorsque des tombes ont été apportées des champs de bataille environnants.

Le cimetière Beacon contient désormais 773 sépultures et commémorations de la Première Guerre mondiale dont 257  ne sont pas identifiées

## Caractéristique
Ce vaste cimetière a un plan pentagonal dont le plus grand côté mesure 90 m. Il est entouré d'un muret de briques.

Il est l’œuvre de Sir Edwin Lutyens.

## Sépultures
| Pays           | Sépultures |
| -------------- | ---------- |
| Royaume-Uni    | 576        |
| Australie      | 195        |
| Canada         | 1          |
| Afrique du Sud | 1          |
| Total          | 773        |

## Galerie

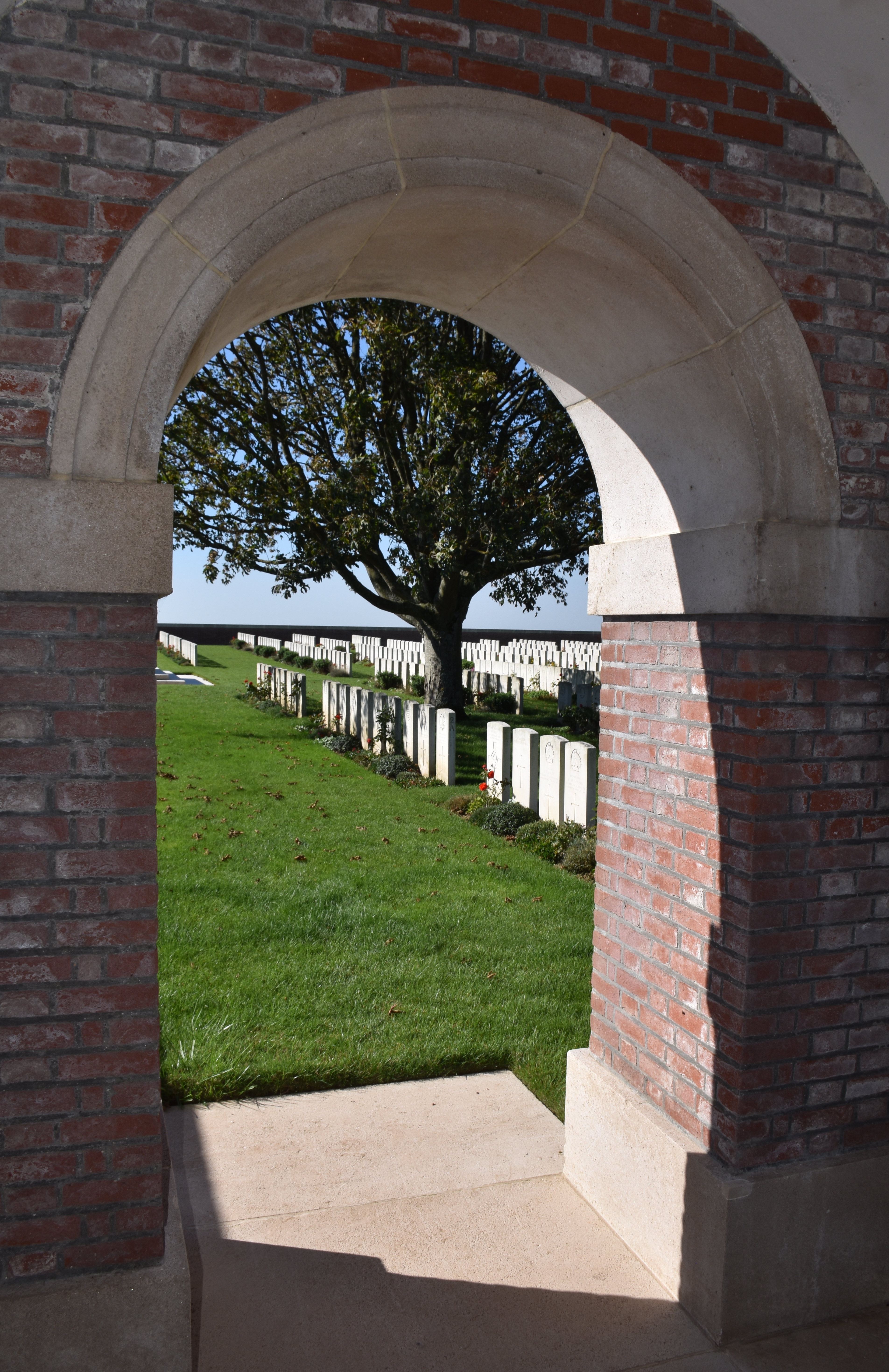
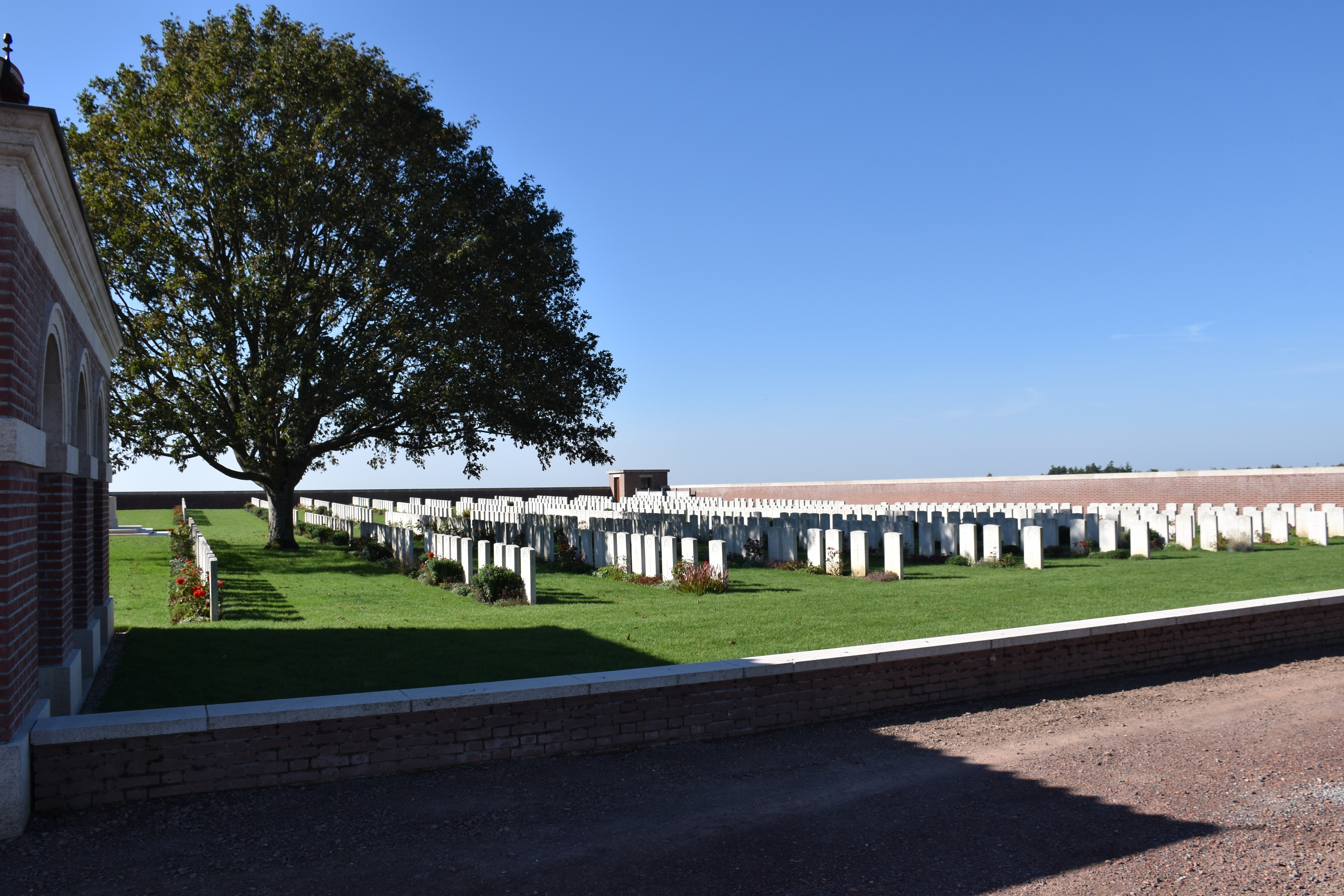
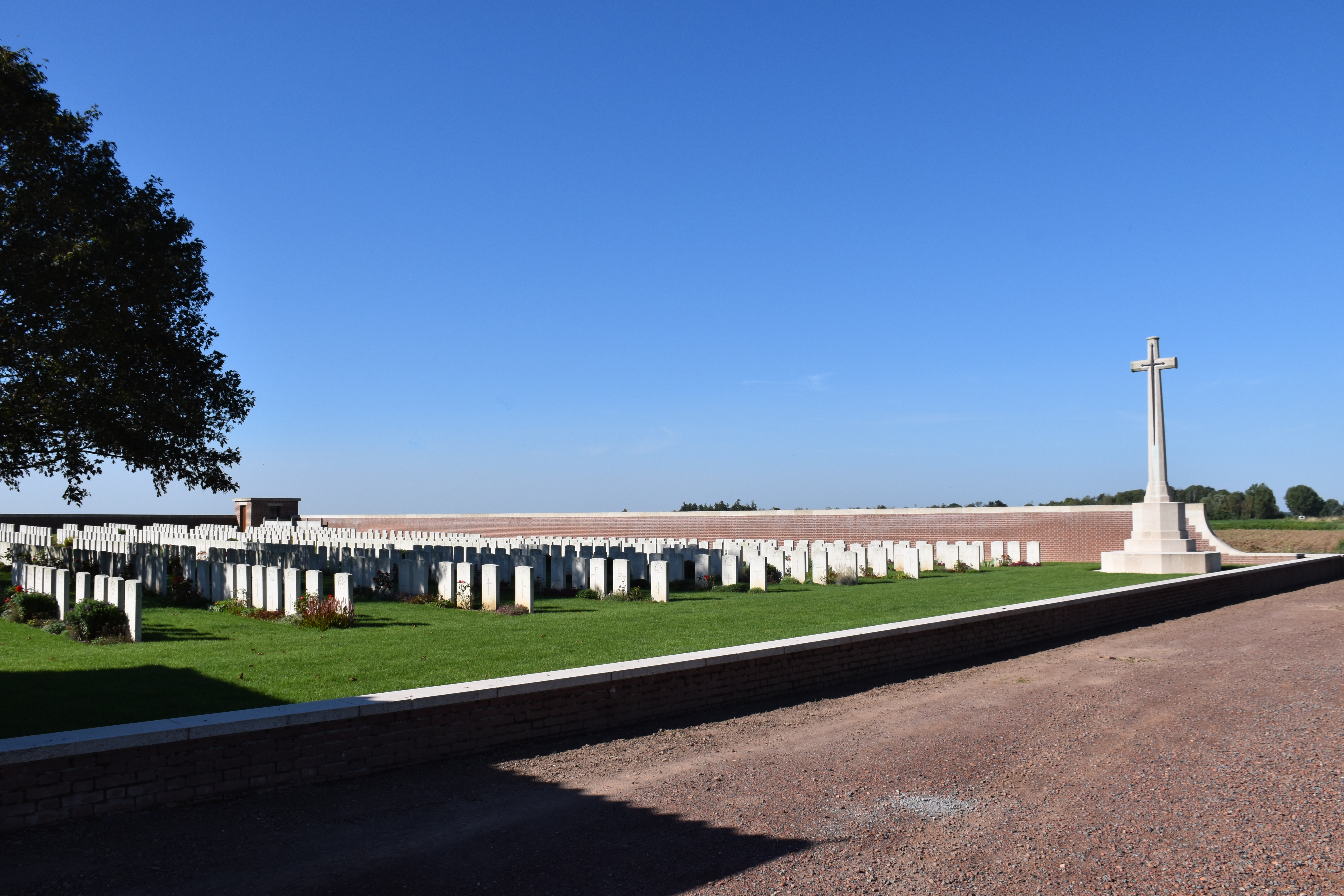
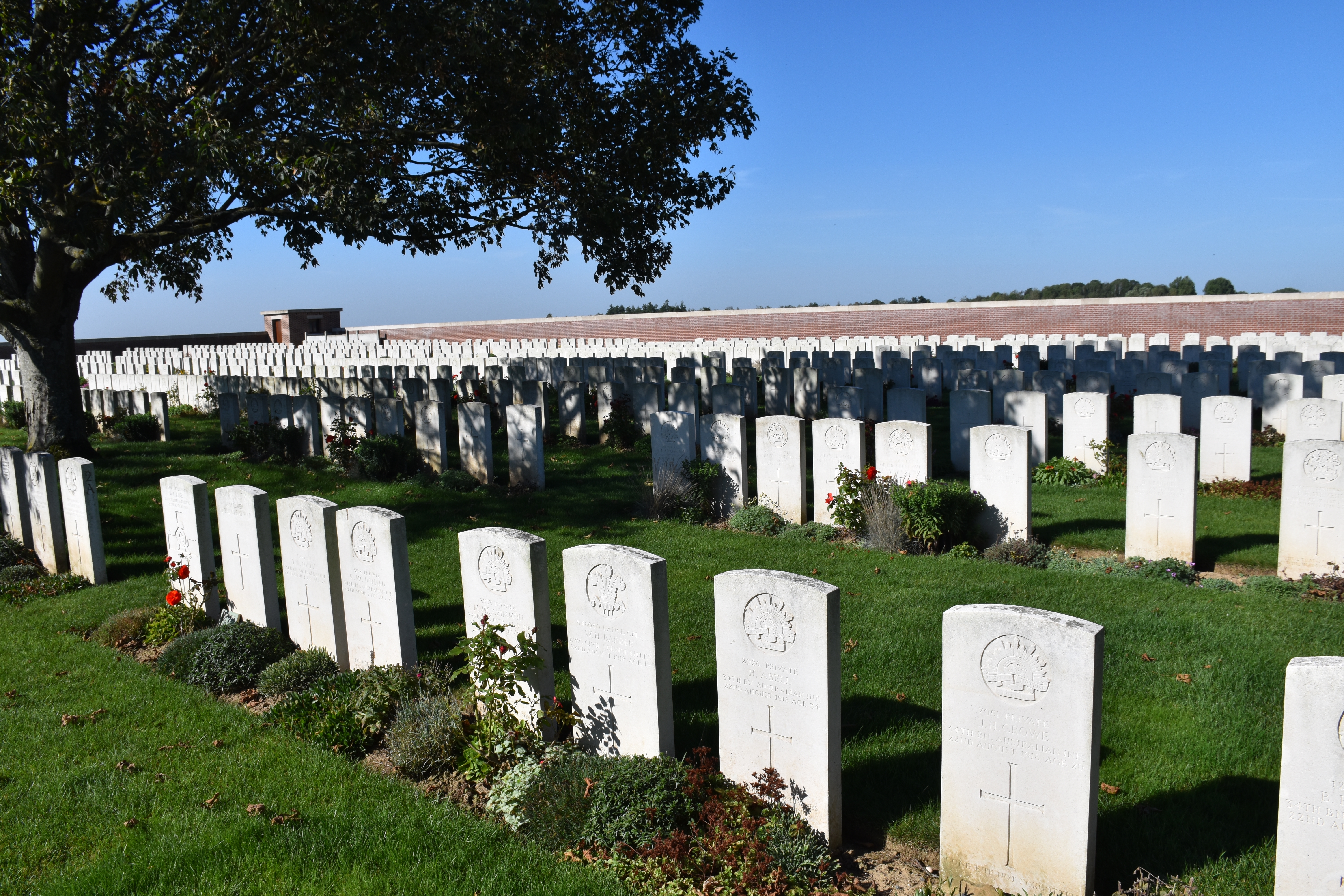
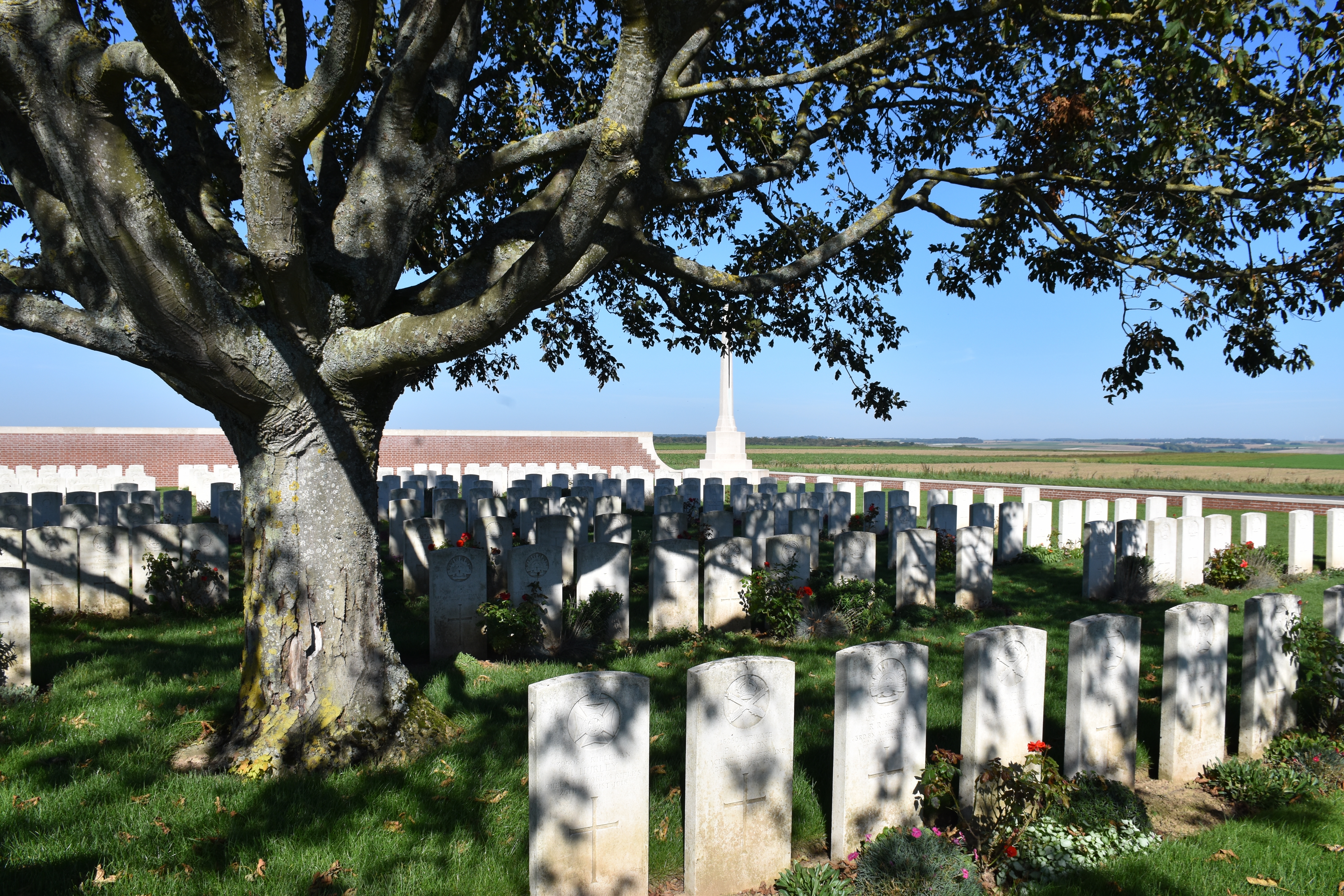
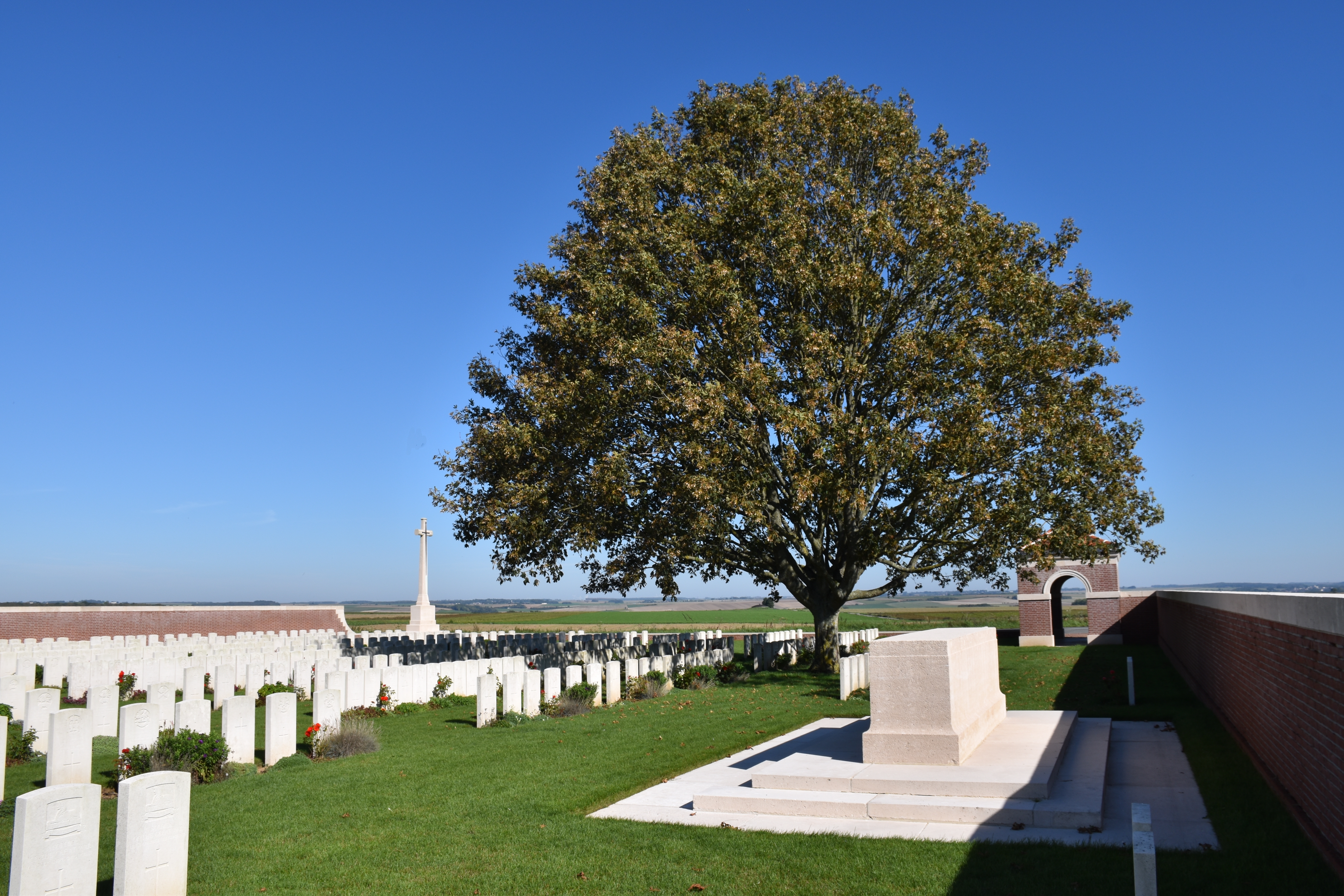
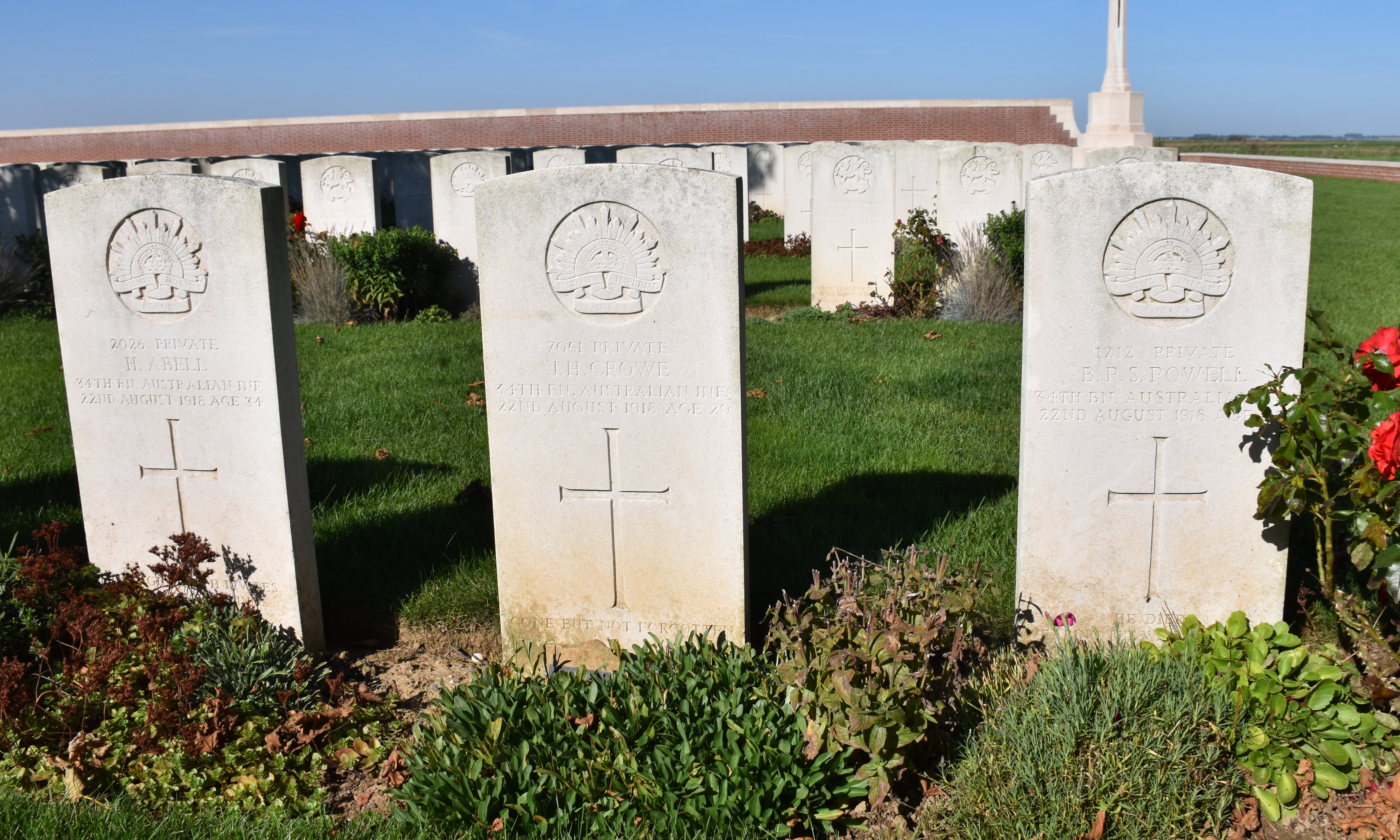
Tombes de trois soldats australiens tombés le 22 août 1918.